# Lubang
Lubang è una municipalità di quarta classe delle Filippine, situata nella provincia di Mindoro Occidentale, nella regione Mimaropa.
Lubang è formata da 16 barangay:
- Araw At Bituin (Pob.)
- Bagong Sikat (Pob.)
- Banaag At Pag-Asa (Pob.)
- Binakas
- Cabra
- Likas Ng Silangan (Pob.)
- Maginhawa (Pob.)
- Maligaya
- Maliig
- Ninikat Ng Pag-Asa (Pob.)
- Paraiso (Pob.)
- Surville (Pob.)
- Tagbac
- Tangal
- Tilik
- Vigo